# Бернштадт (Альб)
Бернштадт (нем. Bernstadt) — община в Германии, в земле Баден-Вюртемберг.
Подчиняется административному округу Тюбинген. Входит в состав района Альб-Дунай. Население составляет 2082 человека (на 31 декабря 2010 года). Занимает площадь 13,95 км².